# The Fighting Marine
The Fighting Marine è un serial cinematografico del 1926 diretto da  Spencer Gordon Bennet, probabilmente andato  perduto.

## Trama
Il giornalista Dick Farrington aiuta Lady Chatfield a entrare in possesso della sua eredità.

## Episodi
1. The Successful Candidate, distribuito il  12 settembre 1926
2. The Second Attack, distribuito il 19 settembre 1926
3. In the Enemy's Trap, distribuito il  26 settembre 1926
4. The Desperate Foe, distribuito il  3 ottobre 1926
5. Entombed, distribuito il  10 ottobre 1926
6. The Falling Tower, distribuito il  17 ottobre 1926
7. Waylaid, distribuito il  24 ottobre 1926
8. Challenged, distribuito il  31 ottobre 1926
9. The Signal Shot, distribuito il  7 novembre 1926
10. Fired and Hired, distribuito il  14 novembre 1926